# Подорский, Леонид Петрович
Леонид Петрович Подорский — советский хозяйственный и государственный деятель, лауреат Государственной премии СССР за выдающиеся достижения в труде.

## Биография
Родился в 1947 году в Витебской области Белорусской ССР. Член КПСС.
В 1967—1991 годах — тракторист лесосечной бригады, машинист самоходного лесопогрузчика Тосненского леспромхоза производственного объединения «Ленлес» Министерства лесной и деревообрабатывающей промышленности СССР.
В 1976 году по его совету коллектив лесосеки перешел на бригадный подряд, благодаря чему выработка на тракторо-смену поднялась на 23,6 %, составив 64,5 м³ вместо 54,3 по норме, а по всему циклу работ (валка—трелевка-погрузка леса на сцепы УЖД) увеличилась вдвое, достигнув 20,5 м³ на человеко-день вместо плановой 10,3.
В 1978 году по его предложению поездные бригады лесопромышленной железной дороги были переведены на скользящий график погрузки и выгрузки древесины. Благодаря этому производительность его погрузчика ПЛ-2 возросла на 25 %.
За большой личный вклад в улучшение использования лесосырьевых ресурсов был в составе коллектива удостоен Государственной премии СССР за выдающиеся достижения в труде 1987 года.
Жил в Ленинградской области.

## Награды
- Орден Ленина
- Орден Трудового Красного Знамени